# Nouhou Tolo
Nouhou Tolo (Duala, Camerún, 23 de junio de 1997) es un futbolista camerunés que juega como defensa en el Seattle Sounders Football Club en la Major League Soccer. Además, es internacional con la selección de Camerún.

## Trayectoria

### Rainbow Bamenda
Nouhou comenzó su carrera en 2015 con Rainbow Bamenda, donde jugó durante una temporada. Una disputa contractual sobre quién era el dueño de sus derechos entre equipos en Camerún bloqueó inicialmente su transferencia a los Estados Unidos, pero en abril de 2016, Nouhou firmó con los Seattle Sounders F. C. 2. Hizo 24 apariciones en la liga y lideró al equipo en minutos jugados.

### Seattle Sounders Football Club
Nouhou firmó con el Seattle Sounders Football Club el 26 de enero de 2017, ganando su contrato con el primer equipo después de un desempeño admirable para S2 en 2016, según el gerente general Garth Lagerway. Nouhou anotó su primer gol profesional mientras estaba cedido a S2 el 15 de abril de 2017, el segundo gol en la victoria por 2-1 sobre LA Galaxy II.
Nouhou hizo su debut en los Sounders el 31 de mayo de 2017, entrando como suplente en la derrota por 3-0 ante el Columbus Crew.

## Selección nacional
En febrero de 2017 fue convocado para representar a Camerún sub-20 en la Copa Africana de Naciones Sub-20 2017 en Zambia. Hizo su debut sub-20 el 27 de febrero de 2017, comenzando como lateral izquierdo en la derrota por 3-1 contra Sudáfrica en el primer partido de la fase de grupos del torneo.
Hizo su debut con la selección absoluta de Camerún en un empate 2-2 de clasificación para la Copa Mundial de Fútbol de 2018 contra Zambia el 11 de noviembre de 2017.

## Palmarés

### Títulos nacionales
| Título  | Club                   | País           | Año  |
| ------- | ---------------------- | -------------- | ---- |
| MLS Cup | Seattle Sounders F. C. | Estados Unidos | 2019 |

### Títulos internacionales
| Título                           | Club                   | País           | Año  |
| -------------------------------- | ---------------------- | -------------- | ---- |
| Liga de Campeones de la Concacaf | Seattle Sounders F. C. | Estados Unidos | 2022 |